# نون بیار کباب ببر
نون بیار کباب ببر، از دسته بازی های دستی و کودکانه‌ای است که می‌تواند توسط دو بازیکن بازی شود.
یکی از بازیکنان (سپهر) کف دست خود را به رو به پایین و معلق در هوا روی دست بازیکن دیگر (ارغوان) نگه می‌دارد. مهاجم کف دست خود را رو به بالا می‌گیرد. دست این دو بازیکن باید مماس به یکدیگر بوده و  در حدود ارتفاع اواسط نیم تنه باشد.
مهاجم سعی می‌کند یکی از دستان خود را خارج کرده روی دست مدافع بزند. این کار باید با سرعت کافی انجام شود، زیرا مدافع دست خود را به سرعت از محل همپوشانی دست‌ها دور می‌کند. اگر مهاجم موفق به زدن نشود، نقش‌ها تغییر می‌کند. با این حال،مدافع نمی‌تواند بیش از حد جاخالی دهد.
در وجه تسمیه این بازی، نان اصطلاحا پشت دستی است که هنوز کتک نخورده است و کباب پشت دستی است که در اثر ضربه خوردن، سرخ شده است!